# 南美洲国家联盟
南美洲国家联盟（葡萄牙語：União Sul-Americana de Nações）是根据《库斯科宣言》于2004年12月8日成立的主权国家联盟。联盟原名南美洲国家共同体，2007年4月16日改为现名。目前有7个成员国和2个观察员国。
2018年4月，智利、阿根廷、巴拉圭和秘鲁暂停了南美洲国家联盟成员身份。同年8月，哥伦比亚宣布退出该组织。2019年3月，巴西宣布将退出该组织。同月13日，厄瓜多尔宣布将退出该组织，该国总统利寧·莫雷諾同时要求南美洲国家联盟退还其位于基多的总部大楼。
2019年3月22日，阿根廷、巴西、智利、哥倫比亞、厄瓜多、巴拉圭、秘魯和烏拉圭八個國家簽署《聖地牙哥宣言》，宣布成立南美洲進步與發展論壇，意圖取代南美洲國家聯盟，圭亞那、玻利維亞和蘇利南領導人未出席，「南美國家聯盟」名存實亡。2020年3月10日，乌拉圭宣布退出南美洲国家联盟。
2023年4月6日，阿根廷政府正式提请重新加入南美洲国家联盟。5月6日，巴西重返南美洲国家联盟。5月31日，哥伦比亚重返南美洲国家联盟。2024年，在新总统哈維爾·米萊的指示下，阿根廷再次退出南美洲国家联盟。

## 概述

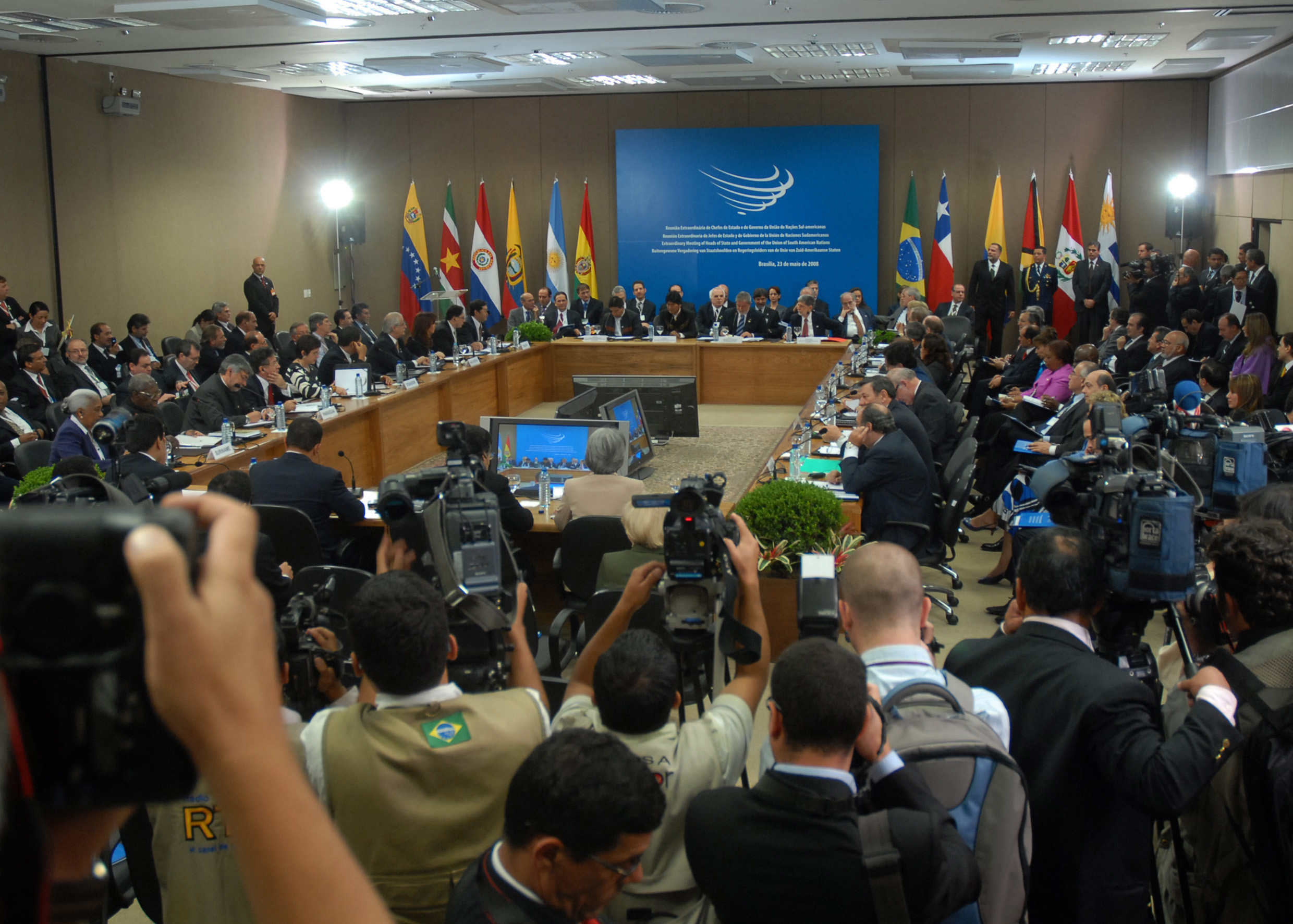
南美洲国家联盟 2008

在2004年12月8日举行的第三次南美洲首脑峰会上，来自南美12个国家的与会总统或代表签署了《库斯科宣言》，宣布成立南美洲国家共同体。巴拿马作为观察员参加了签字仪式。
会议宣布将效仿欧盟，建立起一个包括共同货币、议会和护照的新共同体。据安第斯国家共同体前秘书长阿兰·瓦格纳·蒂松描述，一个类似于欧盟的完整联盟可能将于2019年形成。
联盟将合并現有的两个自由贸易组织南方共同市场和安第斯山国家共同体，建立起一个涵蓋南美洲的自由贸易区，分别于2014年和2019年前取消非敏感商品和敏感商品的关税。联盟总部将设于厄瓜多首都基多、議會設於玻利維亞的科恰班巴，而南美洲银行将设于委內瑞拉首都加拉加斯。

## 起源
西蒙·玻利瓦尔在19世纪早期直接领导了委内瑞拉、哥伦比亚、厄瓜多尔、秘鲁和玻利维亚的民族独立运动，他的雕像几乎在每一个拉丁美洲国家的首都都能看到。玻利瓦尔计划在这些独立后的国家基础上建立起一个联邦国家以保证繁荣和安全，但直到死也未能实现目标。

## 成员国
目前南美洲国家联盟共有4个成员国：
- 安第斯山国家共同体成员国：
  -  玻利维亚
- 南方共同市场成员国：
  -  委內瑞拉
- 其它成员国：
  -  苏里南
  -  巴西
- 观察员国：
  -  巴拿马
  -  墨西哥